# August Wilhelm Heinrich Blasius
August Wilhelm Heinrich Blasius (Brunsvique, 5 de julho de 1845 – Brunsvique, 31 de maio de 1912) foi um ornitologista da Alemanha.

## Vida
Blasius pertencia a uma família de cientistas: seu pai era o ornitólogo Johann Heinrich Blasius (1809-1870) e seu irmão era o ornitólogo Rudolf Heinrich Paul Blasius (1842-1907).
Em 1871 ele se tornou professor de zoologia e botânica na Braunschweig University of Technology. Ele também atuou como diretor de seu museu de história natural e jardins botânicos. Ele foi membro do conselho da Deutsche Ornithologen-Gesellschaft (Sociedade Alemã de Ornitologia).

## Escritos selecionados
- Beiträge zur Kenntniss der Vogelfauna von Borneo, 1881 (with Adolph Nehrkorn) - Contribuição para o conhecimento das aves de Bornéu.
- Dr. Platen's ornithologische Sammlungen aus Amboina, 1882 (with Adolf Nehrkorn) - coleção ornitológica do Dr. Platen em Amboina.
- Über die letzten Vorkommnisse des Riesen-Alks (Alca impennis), 1883 - Sobre as últimas ocorrências do grande auk (Alca impennis).
- Ueber einige Vögel von Cochabamba in Bolivia, 1885 - Sobre alguns pássaros de Cochabamba na Bolívia.
- Beiträge zur Kenntniss der Vogelfauna von Celebes, 1885 - Contribuição para o conhecimento das aves das Celebes.
- Die Vögel von Gross-Sanghir, 1888 - Pássaros do Grande Sanghir.
- Die anthropologische litteratur Braunschweigs und der nachbargebiete, 1900 - Literatura antropológica de Braunschweig e áreas vizinhas.[1][2]